# Guillaume Renault

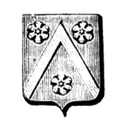
Blason de la famille de Guillaume Renault (ou "De Reynaud" dans lAnnuaire de la noblesse de France et des maisons souveraines d'Europe, Borel d'Hauterive, 1868)

Guillaume Renault (ou Guillaume Renaud) a vécu au XVe siècle et est un chevalier français qui s'est illustré au cours de la Guerre de Cent Ans et notamment pendant la bataille de Jargeau.

## Biographie
Fils cadet d'une famille auvergnate, Guillaume Renault choisit de quitter la maison familiale en 1429 quand il entend parler des exploits de Jeanne d'Arc qui vient de libérer la ville d'Orléans. Il rejoint alors les armées françaises menées par Jeanne d'Arc et Jean II d'Alençon qui se trouvent devant la bourgade de Jargeau, tenue par William de la Pole et ses soldats anglais qui attendent les renforts du Duc de Bedford.

### Fait d'armes à la bataille de Jargeau

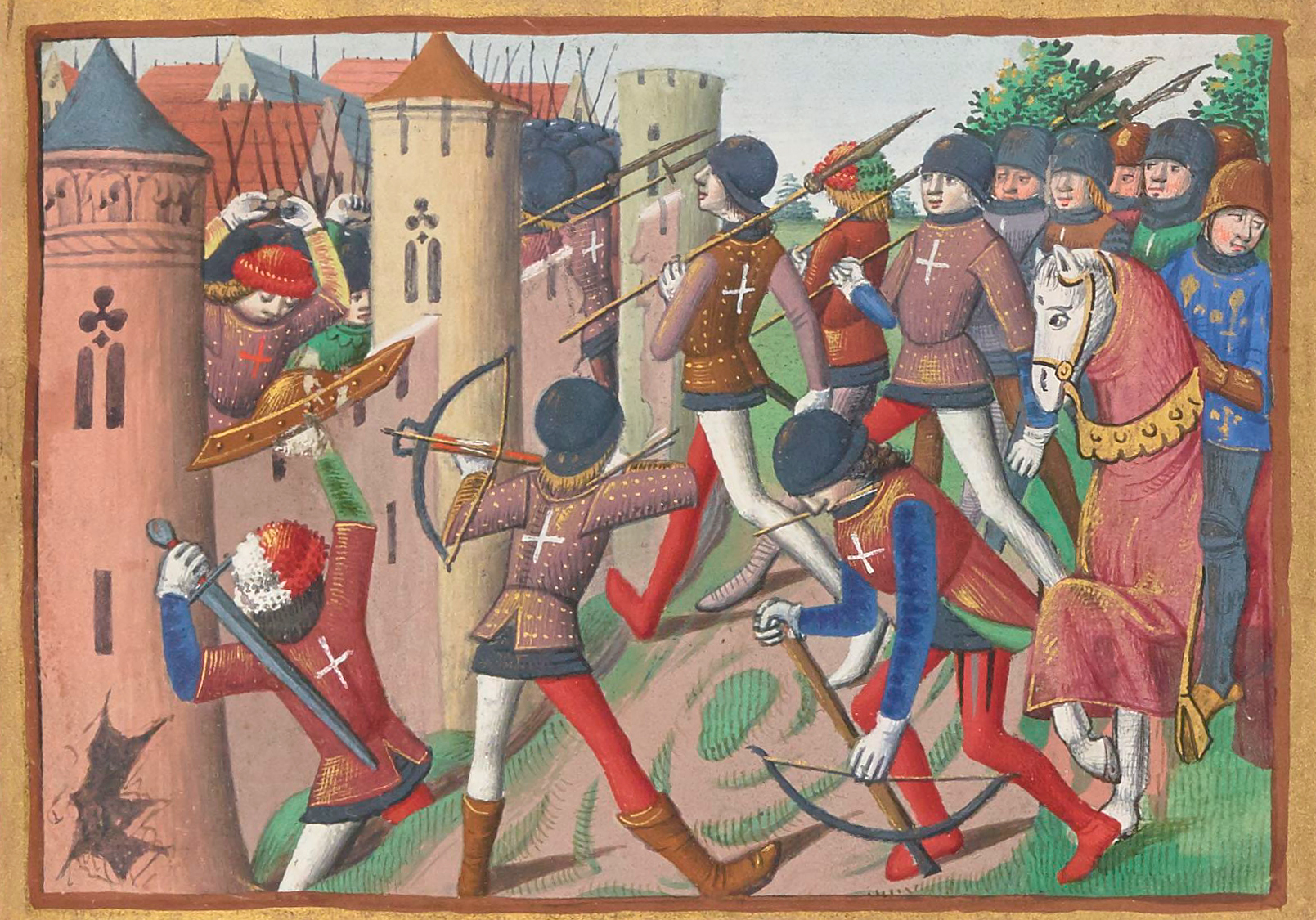
La bataille de Jargeau, miniature de Martial d’Auvergne, environ 1500-1508. Source: Bibliothèque nationale de France.

Le lendemain de son arrivée, le 12 juin, Jeanne d'Arc ordonne l'attaque et s'élance à la tête de ses troupes pour prendre d'assaut le rempart de Jargeau mais une pierre vient la frapper à la tête alors qu'elle se trouve dans le fossé, au pied du mur de la ville. Fou de rage en voyant la Pucelle blessée, Guillaume Renault parvient à prendre pied sur le rempart. Au milieu de la mêlée, Guillaume Renault aperçoit alors un groupe d'anglais qui tente de quitter la ville et il s'élance à leur poursuite. Parmi les fuyards se trouve le Comte de Suffolk. A la tête de quelques hommes, Guillaume Renault rattrape le groupe d'anglais au niveau d'un pont. L'Histoire de la Chevalerie française relate alors qu'aucun des gardes escortant le comte ne résiste à l'épée de Guillaume Renault qui finit même par tuer Alexandre de la Pole, le propre frère du comte de Suffolk. A bout de force, le comte de Suffolk n'oppose pas de résistance mais, impressionné par le courage de ce jeune homme, il lui demande s'il est gentilhomme et Guillaume lui dit que oui. Le comte lui demande alors s'il est chevalier mais, cette fois, Guillaume répond qu'il ne l'est pas. Le comte de Suffolk, refusant d'être fait prisonnier par un simple gentilhomme, tire alors son épée et ordonne à Guillaume Renault de s'agenouiller. D'abord hésitant, Guillaume finit par s'exécuter et le comte lui donne alors trois coups du plat de son épée sur l'épaule et le fait chevalier. Une fois adoubé, Guillaume Renault mène le comte à ses chefs. Cette capture lui vaudra d'être grassement récompensé par le Dauphin Charles.

## Postérité
Bien que mentionnée dans de nombreux ouvrages historiques dédiés à cette période, l'histoire de Guillaume Renault est d'abord tombée dans l'oubli avant d'être exhumée, en 1842, lorsque l'écrivain français Alexandre Dumas publie pour la première fois son œuvre Jehanne la Pucelle dans laquelle il relate notamment la capture du comte de Suffolk par Guillaume Renault ainsi que le dialogue à l'issue duquel ce dernier a été fait chevalier.

### L'adoubement de Guillaume Renault relaté par Alexandre Dumas
- « Es-tu gentilhomme ? demanda le comte à son ennemi.
- Je le suis, répondit celui-ci.
- Es-tu chevalier ? demanda encore le comte.
- Non, mais je suis digne de l'être, puisque le comte de Suffolk a fui devant moi, reprit Guillaume.
- Eh bien ! Sur mon âme, dit le comte, tu le seras, et de ma main encore... A genoux !
Guillaume Renault obéit et s'agenouilla devant le comte ; celui-ci lui donna alors sur l'épaule trois coups du plat de son épée, en lui disant :

- Au nom de Dieu et de Saint Georges ! je te fais chevalier. »
Jehanne la Pucelle, Alexandre Dumas, éd. Michel Lévy Frères, 1874, chapitre 7, page 101.

### Guillaume Renault, personnage de drame historique
Plus tard, au XIXe siècle, on redécouvre le nom de Guillaume Renault dans l’œuvre dramatique de Pierre Alexandre Adolphe Scribe intitulée Jeanne d'Arc, hommes et choses de son temps. Ici, même si l'auteur fait mention de l'adoubement de Guillaume Renault par le comte de Suffolk et donc de son passage de la condition d'écuyer à celle de chevalier, l’œuvre s'écarte de la réalité historique en désignant Guillaume Renault comme le  « Commandant du Château de Sept-Saulx » et en faisant de lui l'un des personnages principaux de la Guerre de Cent ans, aux côtés du Roi Charles VII, de la Hire et de De Gaucourt.